# Dumitru Cipere
Dumitru Cipere (n. 22 octombrie 1957, Turnu Severin, România) este un fost pugilist român, laureat cu bronz la Moscova 1980.

## Distincții
- Ordinul „Meritul Sportiv” clasa a III-a (15 aprilie 1981) „pentru rezultatele deosebite obținute la Jocurile olimpice de vară de la Moscova — 1980, precum și pentru contribuția adusă la dezvoltarea activității sportive și la creșterea prestigiului sportului românesc pe plan internațional”[1]